# فروردین (مرزبان)
فروردین یکی از فرماندهان نظامی ایرانی و مرزبان ارمنستان ساسانی بود. او پس از فرهاد و پیش از موشغ دوم مامیکونیان این مقام را بر عهده داشت.